# Spaarne
El Spaarne es un río que de Holanda Septentrional, en los Países Bajos. Este río, parcialmente canalizado, conecta el canal de Ringvaart con una ramificación del canal del mar del Norte. Fluye a través de Haarlem, Heemstede y Spaarndam. El canal del foso de Haarlem está conectado con el Spaarne. Una esclusa situada en Spaardam separa al río del canal del mar del Norte. Según el historiador Sterck-Proot, el nombre del río proviene probablemente de la palabra Spier, que significa «caña» en neerlandés antiguo.

## Historia
Antes el río iba desde Haarlemmermeer hasta la bahía del IJ, que se extendía desde el Zuiderzee hasta Velsen. En el siglo XIII, se construyó en la desembocadura del Spaarne una presa con esclusas, donde se formó la localidad de Spaarndam.
Tras un siglo de preparativos, el lago de Haarlem se drenó en tres años, entre 1850 y 1853, y se formó un pólder. El Spaarne se convirtió en una rama del Ringvaart y perdió la mayoría de su caudal, pasando a ser más estrecho.
La construcción del canal del mar del Norte, terminado en 1876, redujo la mayor parte de la bahía del IJ a polders, pero quedó una pequeña sección canalizada del IJ en Spaardam para conectar el Spaarne al nuevo canal. Se aumentó la profundidad del río en beneficio de las industrias que se encontraban en sus márgenes.

## Lugares de interés en sus márgenes

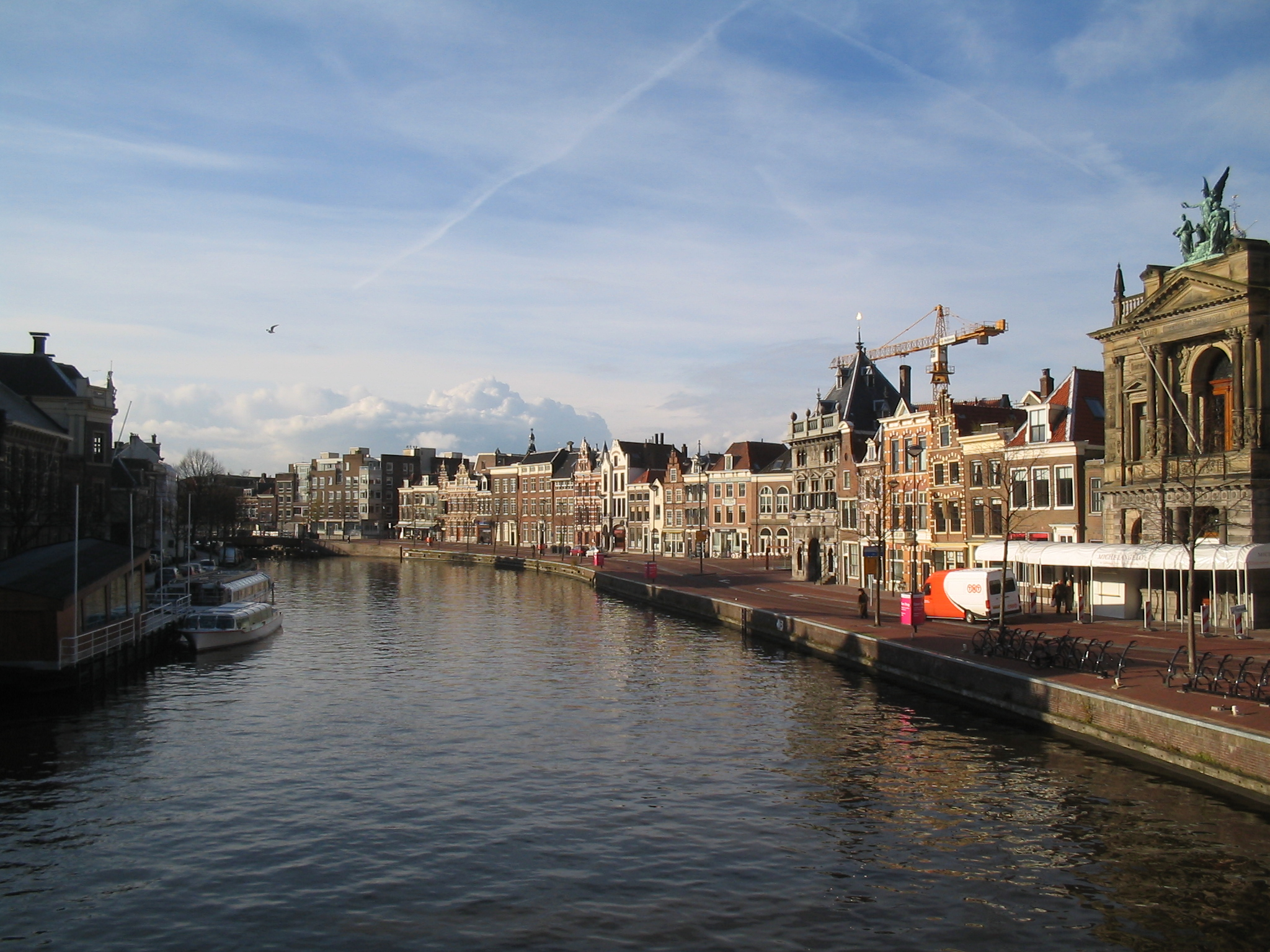
Vista del Spaarne a su paso por Haarlem. Se puede observar, en la parte derecha de la imagen, la fachada neoclásica del Museo Teylers.

En la unión del río con el Ringvaart se encuentra el Museo De Cruquius, que se halla en el lugar donde se encontraba una de las tres estaciones de bombeo originales de 1850. Se usaban máquinas de vapor para bombear el agua del pólder de Haarlemmermeer. También se encuentran en sus orillas el Slot Heemstede, lugar donde estaba el antiguo castillo de Heemstede; y numerosos edificios históricos del centro de Haarlem, como la báscula pública de Haarlem, el Museo Teylers, el Teylers Hofje o los molinos De Hommel y De Adriaan.